# Tinodes radonus
Tinodes radonus là một loài Trichoptera trong họ Psychomyiidae. Chúng phân bố ở miền Australasia.